# Agustín Sellent

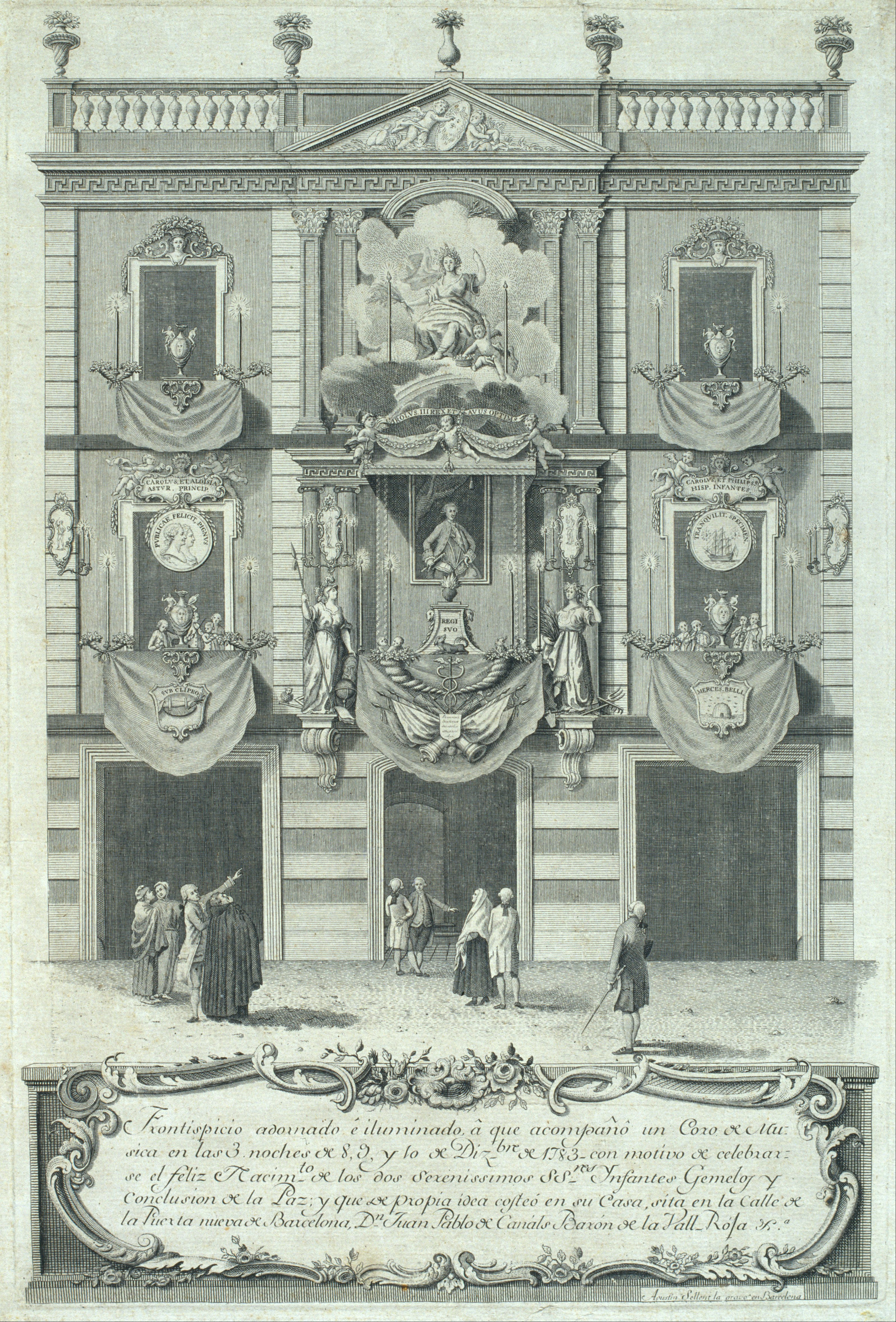
Frontispicio adornado e iluminado a que acompañó un coro de música […] que de su propia idea costeó en su casa sita en la calle de la Puerta nueva de Barcelona, Dn Juan Pablo de Canals, aguafuerte, 1783, Museo Nacional de Arte de Cataluña.

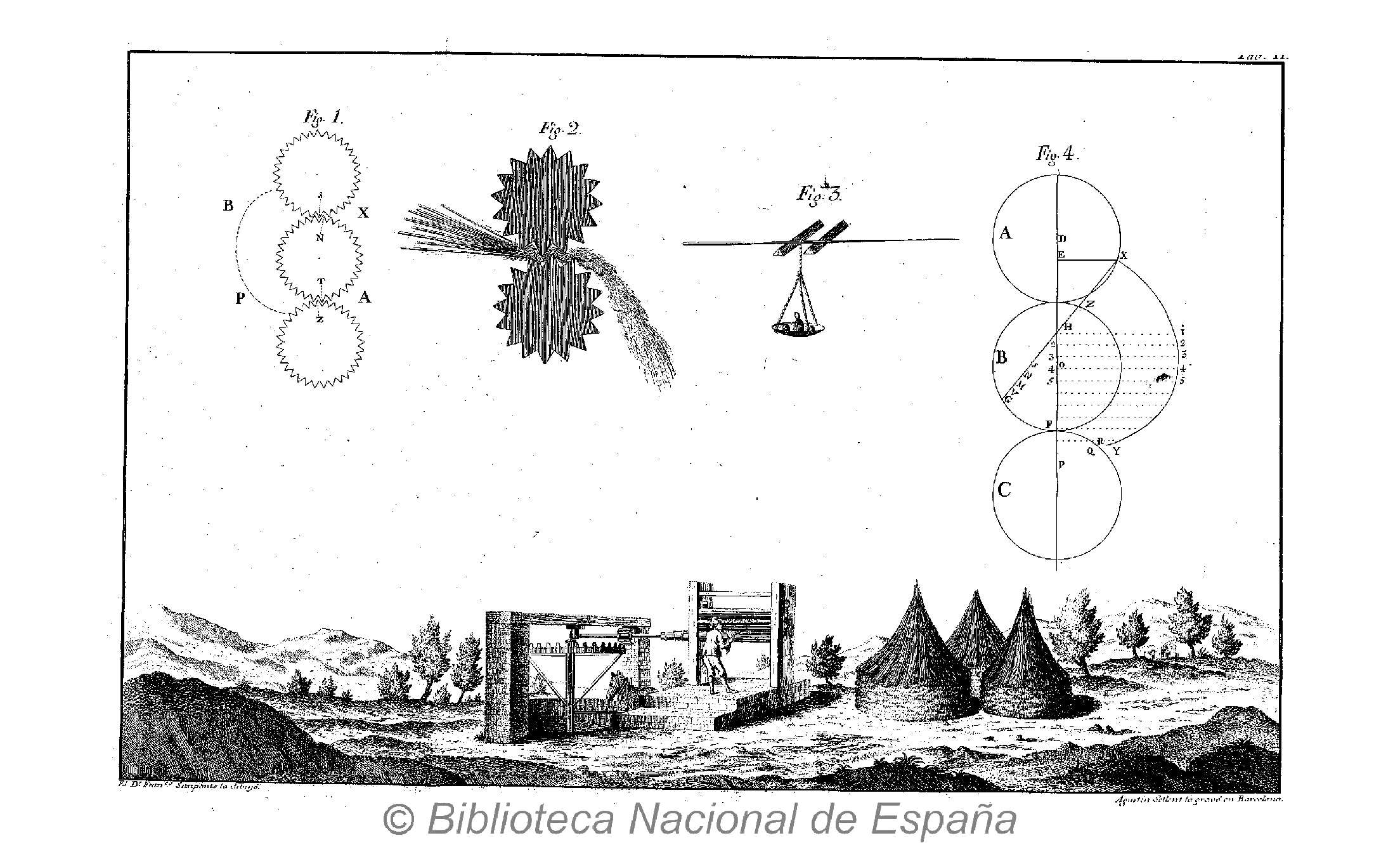
Máquina para agramar cáñamos y linos, grabado de Agustín Sellent sobre un dibujo de Francisco Santpons, ilustración de la Disertación sobre la explicación y uso de una nueva máquina para agramar cáñamos y linos inventada por los doctores en medicina Francisco Salvá y Campillo, y Francisco Sanponts y Roca, Madrid, en la Imprenta Real, 1784.

Agustín Sellent (f., 1779-1808) fue un calcógrafo y grabador en hueco activo en Barcelona.

## Biografía y obra
El 9 de septiembre de 1779 solicitó ser admitido en la Escuela Gratuita de Diseño de Barcelona para estudiar grabado bajo la dirección de Pasqual Pere Moles, que no tardó en contestar favorablemente a la solicitud.
Autor de una obra abundante y variada, participó en la ilustración de obras de carácter científico y técnico como la Disertación sobre la explicación y uso de una nueva máquina para agramar cáñamos y linos, inventada por los doctores en medicina Francisco Salvá y Campillo, y Francisco Sanponts y Roca, impresa en Madrid en la Imprenta Real, 1784, y la Memoria sobre la construcción, y utilidad de los para-rayos de Antoni Jugla y Font, en Barcelona, por Francisco Suriá, 1788. Alto valor testimonial tiene el grabado del adorno festivo de la casa de Juan Pablo Canals en Barcelona para celebrar el nacimiento de los infantes Carlos y Felipe, hijos gemelos del futuro Carlos IV, decoración efímera que incluía la actuación de un coro de música.
Como grabador de estampas sueltas de devoción, lo que hizo en gran número, pueden destacarse las dedicadas a Nuestra Señora de la Merced, patrona de Barcelona, que aparece dibujada al pie en una cartela con la Virgen y el Niño entregando la regla a san Pedro Nolasco, 1787, los grabados en talla dulce de la Virgen de Montserrat, 1791, y de Santa Eulalia, sin año, ambos por dibujo de Joseph Flaugier, o el de José Oriol por dibujo de Pablo Rigalt, 1805.
Grabó también en hueco y talla dulce los retratos de Luis Fermín de Carvajal, Francisco González de Bassecourt, ilustración de Jus civile de Antonio Juglá y Font, 1780, y George Augustus Eliott, gobernador de Gibraltar, 1782.
De su trabajo como medallista únicamente se conoce la medalla que dedicó al viaje de los reyes Carlos IV y María Luisa de Parma a Barcelona en 1802, labrada por encargo de la Junta de la Comisión de Comercio y Fábricas, con los bustos superpuestos de los reyes en el anverso y tres figuras alegóricas en el reverso: Minerva, en representación de Barcelona, Mercurio, como representación del Comercio, y la Industria, representada por una figura femenina.